# Retschwiller
Retschwiller (Retschweiler in tedesco) è un comune francese di 277 abitanti situato nel dipartimento del Basso Reno nella regione del Grand Est.

## Società

### Evoluzione demografica
Abitanti censiti